# Lijst van Kage
Dit is een lijst van de Kages (stadsbestuurders) die voorkomen in de anime- en mangaserie Naruto.

## Algemeen
Shinobi Godaikoku, heeft vijf kages (letterlijk vertaald schaduwen) gehad sinds de Shodai (eerste) Hokage Konoha oprichtte zestig jaar voor de start van de serie. De Godaime (Vijfde) Hokage is op het moment nog aan de macht. De Kage zijn sterker dan de meeste shinobi van hun stad, ze zijn leiders van hun stad en sturen hun shinobi op missies. De leiders van de vier sterkste shinobi landen in de Naruto-wereld mogen zich Kage noemen. Dat zijn:
- Land des Vuur, de stad Konohakagure, de Hokage
- Land des Water, de stad Kirikagure, de Mizukage
- Land des Aarde, de stad Iwakagure, de Tsuchikage
- Land des Wind, de stad Sunakagure, de Kazekage

## Hokages

### Eerste Hokage
De Shodai (de eerste) Hokage was de grootvader van Tsunade.
Hij heeft de stad Konoha gebouwd met zijn unieke Houtstijl (Mokuton) krachten, waarmee hij bomen en bos kan manipuleren.
Het schijnt dat hij met Uchiha Madara de stad konoha samen heeft gebouwd. Na het bouwen van de stad moest er een bestuurder gekozen worden, de grootste kandidaten waren natuurlijk de sterkste shinobi van de Uchiha stam, Madara Uchiha en de sterkste shinobi van de Senju stam, Hashirama Senju. Hashirama Senju werd door de mensen van de Senju en Uchiha stam gekozen tot de eerste Hokage. Door dit voelde Uchiha Madara zich door zijn eigen stam verraden, waarna hij Hashirama heeft uitgedaagd tot een gevecht voor de titel van Hokage. Nadat Hashirama dit gevecht had gewonnen dacht men dat Madara dood was. Echter blijkt later dat dit niet het geval is.
Tijdens zijn gevecht met de Sandaime Hokage riep Orochimaru de dode ziel van de Eerste op en plaatste hem in een nieuw lichaam.
De Sandaime schakelde hem uit door zijn ziel te verzegelen via de God des Doods. Orochimaru heeft het DNA van de Eerste uit zijn grafkist gehaald en lang geleden in 60 kinderen geïnjecteerd.
Een van hen, Yamato, overleefde dit en kreeg hierdoor dezelfde krachten als de Eerste. En Yamato is nu tijdelijk de sensei (mentor) van Naruto,Sakura en Sai.

### Tweede Hokage
De Tweede Hokage was de jongere broer van de Eerste. Hij heeft Konoha's positie verstevigd. Hij schijnt gespecialiseerd te zijn geweest is Waterstijl Ninjutsu, zoals Waterstijl: Waterschokgolf Jutsu (Suiton: Suishōha), terwijl hij deze aanvallen kon uitvoeren zonder enig water rondom hem. Hij was de leraar van de Derde en zijn teamgenoten Koharu en Homura. Orochimaru riep zijn ziel op en plaatste het in een nieuw lichaam tijdens zijn gevecht tegen de Derde. De Derde schakelde hem uit door zijn ziel te verzegelen via de God des Doods.

### Vierde Hokage
Minato Namikaze was door de Derde aangewezen als de Vierde Hokage omdat Orochimaru ongeschikt was voor deze positie. Minato was verantwoordelijk voor het verzegelen van de Kyuubi in Naruto Uzumaki.
Minato en Naruto lijken in veel dingen op elkaar, hij blijkt dan ook Naruto's vader te zijn. Hij was een student van Jiraiya en later werd hij leraar van Kakashi Hatake, Obito Uchiha en Rin Nohara.
Het wordt gezegd dat hij Konoha's grootste shinobi ooit was. Hij kent enkele briljante technieken als de Vliegende Raijin Jutsu (Hiraishin no Jutsu) waarbij hij zichzelf kon teleporteren naar een andere plek door die betreffende plek te markeren. Deze kracht gaf hem de bijnaam Konoha's Gele Flits (Konoha no Kīroi Senkō), refererend aan zijn blonde haar. Hij is ook de maker van Rasengan.
Later, in Part II (Shippuden), blijkt dat Naruto ook de Rasengan leert met hulp van Jiraiya, de meester van de Vierde. Nog later, wanneer Jiraiya en Tsunade in gesprek zijn, blijkt dat Minato Namikaze (de Vierde) Naruto's vader was. De twee komen op het punt dat Naruto erg op zijn vader lijkt, maar dat zijn persoonlijkheid en ninjutsu meer op die van zijn moeder Kushina Uzumaki lijken. Naruto zelf weet niet dat Minato zijn vader is, maar zijn droom is wel om net als de Vierde (zijn vader) te zijn en bewondert hem heel erg.

## Mizukages

### ?daime Mizukage
Van deze Mizukage is onbekend of hij of zij vervangen is, welk nummer hij/zij heeft en wat dan ook. Het enige bekende is dat Momochi Zabuza lange tijd geleden een staatsgreep deed en probeerde deze Kage te vermoorden. De staatsgreep mislukte omdat de Mizukage wist te ontsnappen.

## Tsuchikages
Er is momenteel niks bekend over de leiders van het Verborgen Rotsdorp (Iwagakure).

## Kazekages

### Eerste Kazekage
Dit was de eerste Kazekage van het Zand. Het is onbekend of hij de stad heeft gesticht.

### Tweede Kazekage
Dit was de tweede Kazekage van het Zand.

### Derde Kazekage
De Derde schijnt de meest getalenteerde Kazekage ooit te zijn geweest. Hij verdween echter vlak voordat een oorlog uitbrak. Zijn talent was om zijn chakra om te keren in magnetische velden. Toen hij Shukaku (een demonisch wezen met een staart) zand zag controleren voor zijn aanvallen, bedacht de Derde dat hij hetzelfde zou kunnen met ijzerstof, en hij deed het. Hiermee creëerde hij Suna's gevaarlijkste en dodelijkste techniek ooit, het IJzeren Zand (Satetsu).
Lange tijd wist niemand wat er met de Sandaime was gebeurd toen hij was verdwenen. Toen kwam uit dat Akatsukilid Sasori de Derde had vermoord en had omgewerkt naar een marionet. Uiteindelijk is de marionet in Sasori's gevecht met Haruno Sakura en Chiyo door Sakura kapotgeslagen.

### Vierde Kazekage
De Vierde Kazekage en zijn vrouw Karura waren de ouders van Sabaku no Gaara, Temari en Kankuro. Het demonische wezen Shukaku was de Yondaime al langer een doorn in zijn oog en daarom besloot hij het dier te verzegelen in zijn nog ongeboren jongste zoon, Gaara, zodat hij met Shukaku's krachten als een wapen voor de stad zou kunnen dienen. Maar het ging mis, Karura stierf en Gaara werd mentaal heel erg beschadigd. Hij gaf opdracht Gaara te doden, maar alle keren dat dit gepoogd werd mislukte het dankzij Shukaku's automatische beveiliging. Deze natuurlijke beveiliging vormt een muur van zand voor alles wat op Gaara afkomt.
Later, tijdens de finale van het Chuunin Examen was de Kazekage ook als publiek gekomen. Hij, troepen van de stad Oto en troepen van zijn eigen stad hadden een complot opgezet voor de invasie en vernietiging van Konoha. Toen deze invasie begon ontvoerde hij de Sandaime Hokage, maar later bleek dat hij Orochimaru was die het gezicht van de Vierde had gestolen. De Vierde was door hem vermoord.